# Venta de Sant Joan
La Venta de Sant Joan és un edifici de Batea (Terra Alta) inclosa a l'Inventari del Patrimoni Arquitectònic de Catalunya.

## Descripció
Les construccions es poden dividir en dos grups: d'una banda hi ha un gran casalici senyorial de finals del segle xix amb una zona adjunta tapiada i amb jardí -l'habitatge presenta dues plantes i una golfa i està cobert a dues vessants-, de l'altre, la resta de construccions són agrícoles amb cases de masovers i magatzems. Vora la venta hi ha una gran sénia que aprofita els aqüífers del barranc d'en Mossèn Pere.

## Història
El segle passat va ser propietat de Leonci Vaquer (dels Vaquer de Batea), que ho vengué a Josep Ferrer i Forés, gandesà d'arrels bateanes, que havia treballat dins l'administració pública, arribant a ésser governador a l'Amèrica llatina.
Aquest últim va transformar el lloc en una estança senyorial. Posteriorment la hisenda va passar a altres propietaris i fa deu anys pertanyia a Ignasi de Riba, arquitecte. Antigament, aquesta venta havia estat lligada a l'antic camí de Batea a Favara.